# 特快速
特快速（とくかいそく・とっかいそく）は、神戸電鉄が三田駅 - 新開地駅間で運転している列車種別である。
読み方については、車内案内ディスプレイ等では「とくかいそく」と表記される一方、放送をはじめ「とっかいそく」と案内されることも多く、表記ゆれが混在している。
英語表記は「Special Rapid Express（直訳：特別快速急行）」であり、同電鉄では急行列車よりも快速列車系統が上位種別であることを意味している。
また、日本唯一の種別である。

## 概要
1995年（平成7年）11月26日の三田線岡場駅付近高架化工事第2期工事の完成にともなって実施されたダイヤ改正で、朝ラッシュ時における最速達種別として設定された。当時設定されていた「特急」と「快速」の中間的存在であることが名称の由来とされている。

## 歴史
当時存在していた特急電車は1988年（昭和63年）4月2日のダイヤ改正で日中時間帯に設定されたもので、1989年（平成元年）10月29日のダイヤ改正ではさらに増強されて一部時間帯では約1時間間隔での運転となった。1991年（平成3年）3月31日のダイヤ改正では、さらにラッシュ時間帯の速達化を図るため、三田線内を各駅停車とした快速電車を通勤時間帯に新設したほか、抜本的なサービス向上を図るため日中時間帯の神戸口の普通電車を岡場まで延長して、岡場以南での15分ヘッド化を実現した。しかしこのダイヤ改正の結果、特急電車に続行した普通電車の救済運転が無かった三田線内の特急通過駅では、特急の運転時間帯のみ本来の15分ヘッドが30分ヘッドに欠けてしまう現象が発生した。このため同年の秋のダイヤ改正（10月20日）では特急電車のうち1往復を快速電車に置き換え、さらにもう1本快速電車を新設することで、特急・快速をあわせると日中時間帯にほぼ1時間ヘッドで優等列車が設定される結果となった。
1995年（平成7年）11月26日の岡場駅付近立体交差化（連続高架化）工事の部分完成（岡場駅3番線供用開始）にともなったダイヤ改正では、岡場駅始終着列車の増発が可能になったことから、岡場発新開地行きの普通電車を午前ラッシュ時間帯に2本新設することで、快速電車のうち朝ラッシュ時の2本を三田線内通過の速達列車にたてかえることが可能となった。この結果、救済目的の普通電車が新設できなかった三田 - 岡場間は引き続き各駅停車としたものの、岡場以南では速達運転を行う「特快速」が新たに誕生した。
1998年（平成10年）3月22日ダイヤ改正における特急列車の廃止以降は、神戸電鉄における最優等種別となっており、三田 - 新開地間の所要時間は同時間帯の急行列車より4分程度短縮されている。
かつては5000系限定運用となっていたが、現在は4両編成の全編成が充当される。

## 運転概要
午前ラッシュ時における、三田 - 新開地間の上り方面でのみ設定されている。
過去には土休日ダイヤの設定も存在したが、2022年（令和4年）現在は平日ダイヤ運行日のみ設定されている。
| 列車番号   | 6040S     | 7040S     |
| ---------- | --------- | --------- |
| 三田駅発   | 6時47分発 | 7時2分発  |
| 新開地駅着 | 7時41分着 | 7時56分着 |
| 所要時間   | 54分      | 54分      |

基本的には4両編成が運用に入るが、ダイヤ乱れ等が発生した際、稀に3両編成が運用に入ることがある。

### 表定速度
表定速度は三田駅から新開地駅間32.4㎞を54分で結ぶことから、表定速度は36㎞となっている。これは神戸電鉄線内にかつで存在していた「特急」の表定速度である40.5㎞より大幅に速度が落ちていることがわかる。特急の場合は三田から新開地間を48分で結んでいたとされている。

## 停車駅
三田駅 -（この間各駅停車）- 岡場駅 - 谷上駅 - 山の街駅 - 北鈴蘭台駅 - 鈴蘭台駅 - 湊川駅 - 新開地駅
- 岡場駅以南では通過駅救済のために急行列車および準急列車が直後を続行して運行される。
- 鈴蘭台 - 新開地間では列車本数が過密（鈴蘭台駅発で片道最大19本/h）であるため[3]、同区間での所要時間は普通列車と大差が無い。

## 沿革
- 1995年（平成7年）11月26日 - 岡場駅3番線完成にともない設定開始（1日2本〈列車番号：4002S・4004S〉）[1]。
- 1998年（平成10年）3月22日 - 谷上 - 岡場間で最高速度80km/hにスピードアップ[1]。この日より5000系電車限定運用となる[1]。
- 2001年（平成13年）
  - 2月24日 - 有馬口駅での普通列車・準急列車の追い越しを開始。
  - 6月23日 - 5000系電車限定運用を解除[1]。列車番号を変更[1]。
- 2005年（平成17年）6月1日 - ワンマン運転化（一部除く）。
- 2020年（令和2年）3月14日 - 輸送力増強・所要時間短縮を目的としたダイヤ改正を実施し、平日1日3本体制に増強される（同時に土休日ダイヤでの設定廃止）。
- 2022年（令和4年）3月12日 - 1日2本体制となる。